# The George Benson Cookbook
| Recensione     | Giudizio |
| -------------- | -------- |
| AllMusic       |          |
| Piero Scaruffi |          |

The George Benson Cookbook è un album a nome The George Benson Quartet Featuring Lonnie Smith, terzo lavoro solistico del chitarrista jazz e secondo album uscito sotto la produzione di John Hammond. Pubblicato dalla Columbia Records nel marzo del 1967 .

## Tracce

### LP
(1967, Columbia Records, CL 2613/CS 9413)
Lato A
1. The Cooker (Strumentale) – 4:18 (musica: George Benson) – Registrato il 19 ottobre 1966
2. Benny's Back (Strumentale) – 4:10 (musica: George Benson) – Registrato il 1º agosto 1966
3. Bossa Rocka (Strumentale) – 4:20 (musica: George Benson) – Registrato il 1º agosto 1966
4. All of Me – 2:08 (Seymour Simons, Gerald Marks) – Registrato il 1º agosto 1966
5. Big Fat Lady (Strumentale) – 4:40 (musica: George Benson) – Registrato il 19 ottobre 1966

Durata totale: 19:36
Lato B
1. Benson's Rider (Strumentale) – 5:30 (musica: George Benson) – Registrato il 19 ottobre 1966
2. Ready and Able (Strumentale) – 3:32 (musica: Jimmy Smith) – Registrato il 1º agosto 1966
3. The Borgia Stick (Strumentale) – 3:05 (musica: George Benson) – Registrato il 6 settembre 1966
4. Return of the Prodigal Son (Strumentale) – 2:34 (musica: Harold Ousley) – Registrato il 19 ottobre 1966
5. Jumpin' with Symphony Sid (Strumentale) – 6:33 (musica: Lester Young) – Registrato il 1º agosto 1966

Durata totale: 21:14

### CD
(2001, Columbia Records, 502470 2)
1. The Cooker – 4:16 (musica: George Benson)
2. Benny's Back – 4:10 (musica: George Benson)
3. Bossa Rocka – 4:25 (musica: George Benson)
4. All of Me – 2:08 (Seymour Simons, Gerald Marks)
5. Big Fat Lady – 4:42 (musica: George Benson)
6. Benson's Rider – 5:38 (musica: George Benson)
7. Ready and Able – 3:32 (musica: Jimmy Smith)
8. The Borgia Stick – 3:08 (musica: George Benson)
9. Return of the Prodigal Son – 2:37 (musica: Harold Ousley)
10. Jumpin' with Symphony Sid – 6:34 (musica: Lester Young)
11. The Man from Toledo (Strumentale) – 2:09 (musica: George Benson) – Registrato il 22 novembre 1966
12. Slow Scene (Strumentale) – 3:12 (musica: George Benson) – Registrato il 6 settembre 1966
13. Let Them Talk – 2:52 (Sonny Thompson) – Registrato il 1º agosto 1966
14. Goodnight (George Benson) – 2:21 (musica: George Benson) – Registrato il 22 novembre 1966

Durata totale: 51:44

## Musicisti
The Cooker / Big Fat Lady / Benson's Rider / Return of the Prodigal Son

The George Benson Quartet:
- George Benson – chitarra
- Lonnie Smith – organo
- Ronnie Cuber – sassofono baritono
- Marion Booker – batteria

Ospiti
- Albert Winston – basso fender
- King Curtis – sassofono tenore (brano: Return of the Prodigal Son)

Benny's Back / Bossa Rocka / All of Me / Ready and Able / Jumpin' with Symphony Sid / Let Them Talk

The George Benson Quartet:
- George Benson – chitarra, voce (brani: All of Me e Let Them Talk)
- Lonnie Smith – organo
- Ronnie Cuber – sassofono baritono
- Billy Kaye – batteria

Ospiti
- Bennie Green – trombone
- Al Hall – trombone
- Albert Winston – basso fender
- Lenny Seed – conga drums

The Borgia Stick / Slow Scene

The George Benson Quartet:
- George Benson – chitarra
- Lonnie Smith – organo
- Ronnie Cuber – sassofono baritono
- Jimmy Lovelace – batteria

The Man from Toledo / Goodnight

The George Benson Quartet:
- George Benson – chitarra
- Lonnie Smith – organo
- Ronnie Cuber – sassofono baritono
- Marion Booker – batteria

Ospiti
- King Curtis – sassofono tenore elettrico
- Blue Mitchell – tromba[5]

### Produzione
- John Hammond – produzione
- Don Hunstein e Sandy Speiser – foto copertina album originale
- Gordon Barnes – note retrocopertina album originale[6]